# Magome-juku
Magome-juku (馬籠宿, Magome-juku) était la quarante-troisième des soixante-neuf stations que comptait au Japon la route du Nakasendō également connue — même si ça n'était pas son nom officiel — sous le nom de route du Kiso Kaidō.

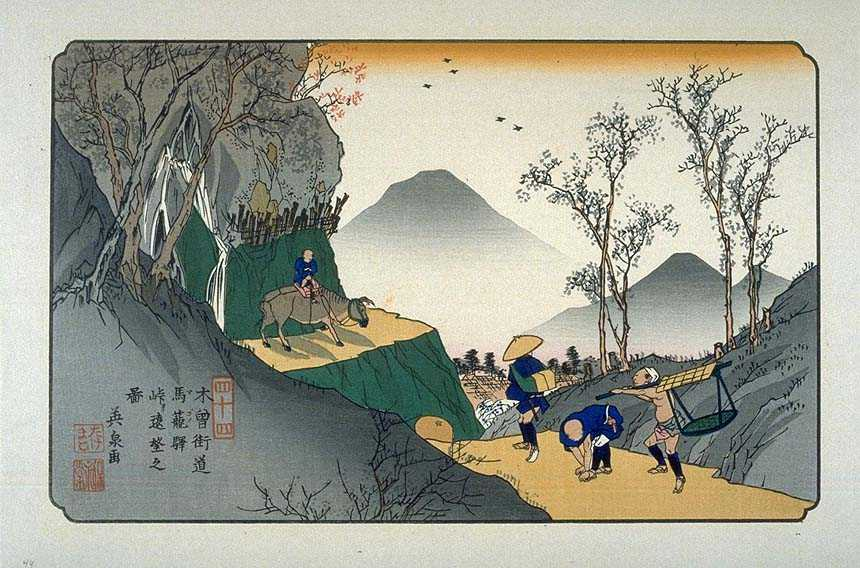
Estampe de Magome-juku, de Keisai Eisen, quarante-troisième station des Soixante-neuf Stations du Kiso Kaidō.

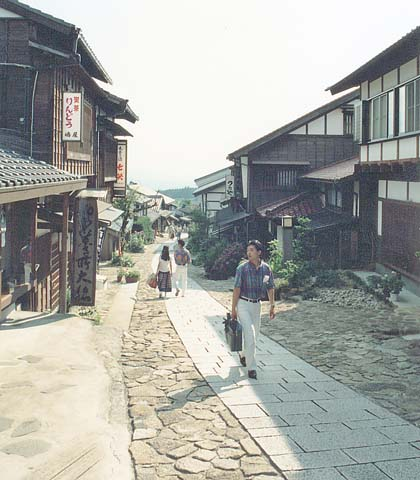
Route principale menant à Magome-juku.

La route du Nakasendō était une ancienne route joignant Kyoto, la capitale impériale du Japon, à Edo, la capitale du shogun, au cours de la période Edo.
Magome-juku était également la dernière des onze stations jalonnant le Kisoji, une ancienne route commerciale qui courait le long de la vallée du Kiso et pré-existait à la création du Nakasendō. Le Kisoji fut intégrée au Nakasendō lors de la création de celui-ci.
Cette section bien préservée de l'ancienne route se trouve dans la ville actuelle de Nakatsugawa, préfecture de Gifu, au Japon.

## Histoire

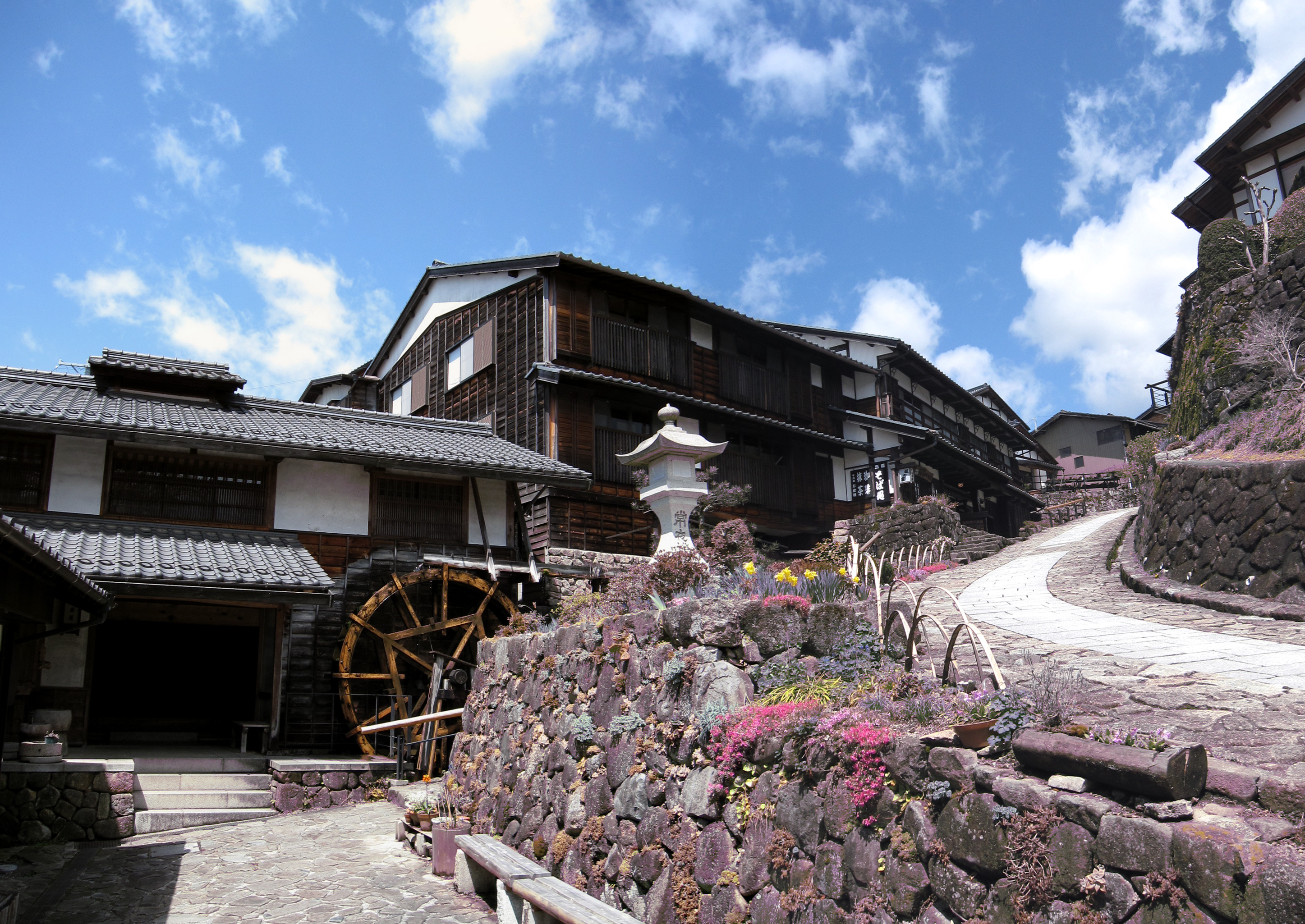
Vieux moulin à eau.

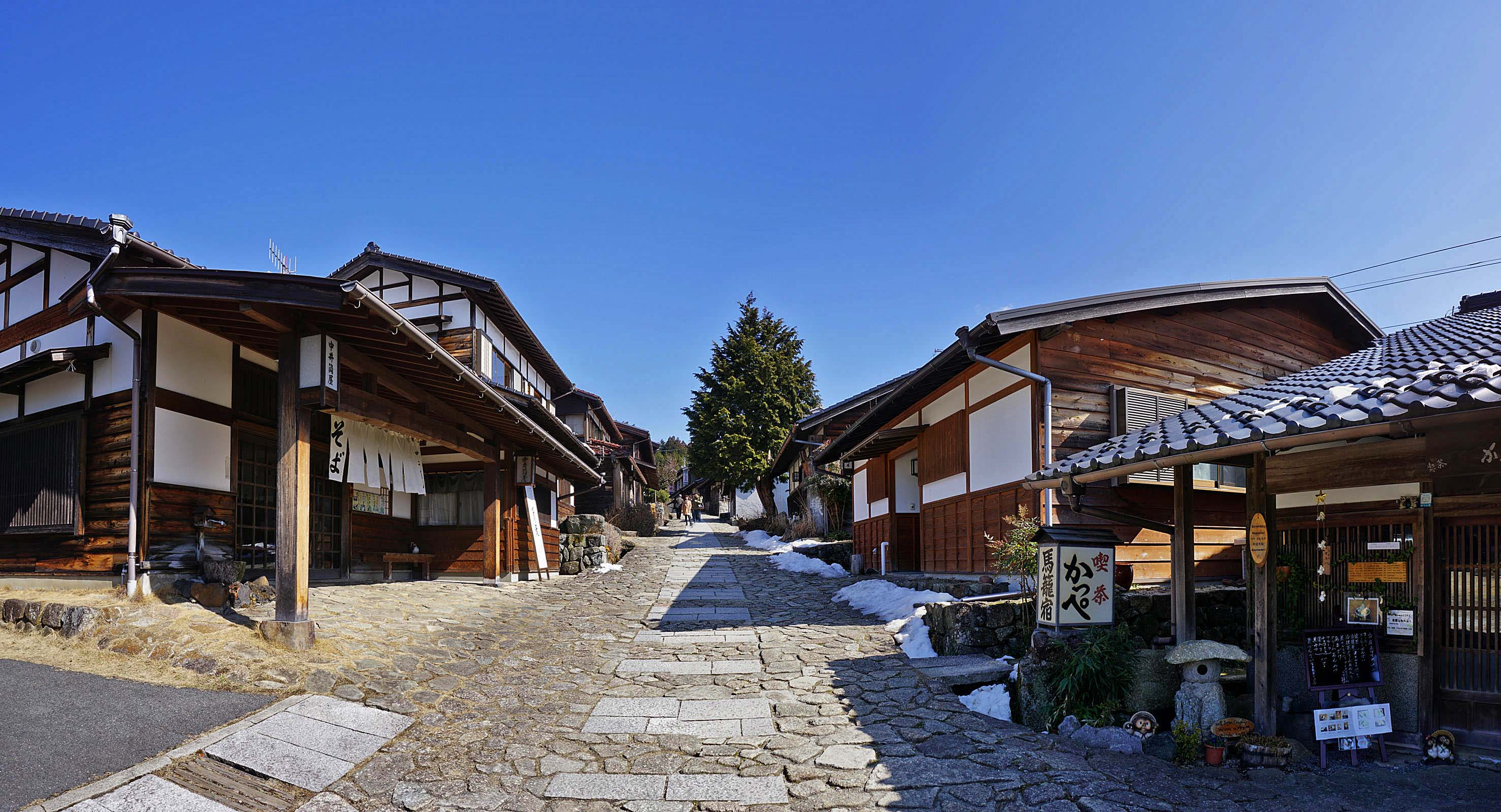
Restaurant de soba (gauche) et coffeehouse (droite).

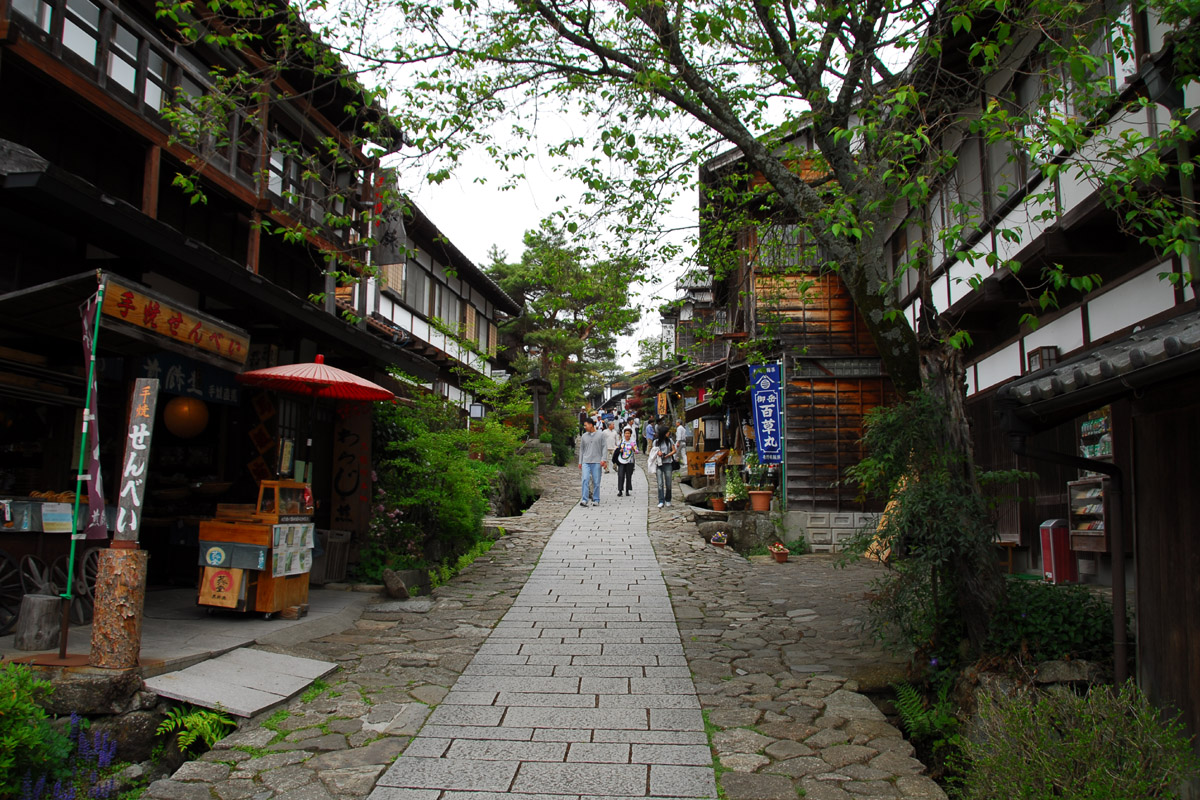
Magasin de senbei (gauche).

Comme station, Magome-juku était relativement prospère et cosmopolite avec une économie fondée sur une devise locale. La station sombra cependant dans l'oubli et la pauvreté après la construction de la ligne Chūō de chemin de fer qui ne traversait pas Magome. Depuis quelques dizaines d'années cependant, la station a été restaurée telle qu'elle apparaissait durant la période Edo et est devenue une destination touristique populaire.
La caractéristique principale de Magome est sa suite de maisons restaurées qui courent le long de l'ancienne route postale, qui suit elle une pente du bas vers le haut des deux extrémités de la ville. La plupart de ces maisons furent construites pour les petites gens à la fin du XVIIIe siècle, avec des boutiques et des auberges pour les voyageurs le long du Nakasendō. Une partie tranquille de la route originelle a été préservée entre Magome-juku et Tsumago-juku, la station voisine qui a elle-même été restaurée. Elle propose une agréable marche par les forêts et les cascades environnantes. Un service de bus relie également les deux villes permettant aux voyageurs de commencer leur voyage par l'une ou l'autre des stations.
Les archives indiquent qu'en 1843 Magome-juku comptait 717 résidents et 69 bâtiments dont une honjin, une honjin secondaire et dix-huit hatago.

## À noter
Magome est le lieu de naissance et d'adolescence de l'écrivain Shimazaki Tōson qui écrivit sur la région de Kiso dans son plus célèbre roman Avant l'aube (en), entre 1929 et 1935. Il est enterré dans le petit cimetière du village.

## Stations voisines
Nakasendō
Tsumago-juku – Magome-juku – Ochiai-juku
Kisoji
Tsumago-juku – Magome-juku (point d'arrivée)